# Pierrerue, Hérault
Pierrerue är en kommun i departementet Hérault i regionen Occitanien i södra Frankrike. Kommunen ligger i kantonen Saint-Chinian som tillhör arrondissementet Béziers. År 2022 hade Pierrerue 293 invånare.

## Befolkningsutveckling
Antalet invånare i kommunen Pierrerue
Referens:INSEE